# Vouilly
Vouilly war eine Gemeinde in Frankreich. Sie grenzte im Norden an Monfréville, im Osten an Colombières, im Südosten an Castilly, im Südwesten an Les Oubeaux und Neuilly-la-Forêt und im Westen an Isigny-sur-Mer. Sie war ein Mitglied des Gemeindeverbandes Communauté de communes Isigny Grandcamp Intercom. Die Ortschaft mit rund 150 Einwohnern wurde mit Wirkung vom 1. Januar 2017 mit Isigny-sur-Mer, Castilly, Neuilly-la-Forêt und Les Oubeaux zur Commune nouvelle Isigny-sur-Mer zusammengelegt. Sie ist seither eine der dazugehörenden Communes déléguées.

## Bevölkerungsentwicklung
| Jahr (Census)             | 1962 | 1968 | 1975 | 1982 | 1990 | 1999 | 2006 | 2008 | 2011 | 2013 | 2016 |
| ------------------------- | ---- | ---- | ---- | ---- | ---- | ---- | ---- | ---- | ---- | ---- | ---- |
| Einwohner                 | 217  | 263  | 220  | 204  | 185  | 190  | 178  | 174  | 159  | 153  | 152  |
| Quelle: Cassini und INSEE |      |      |      |      |      |      |      |      |      |      |      |

## Sehenswürdigkeiten
- Kirche Notre-Dame, Monument historique

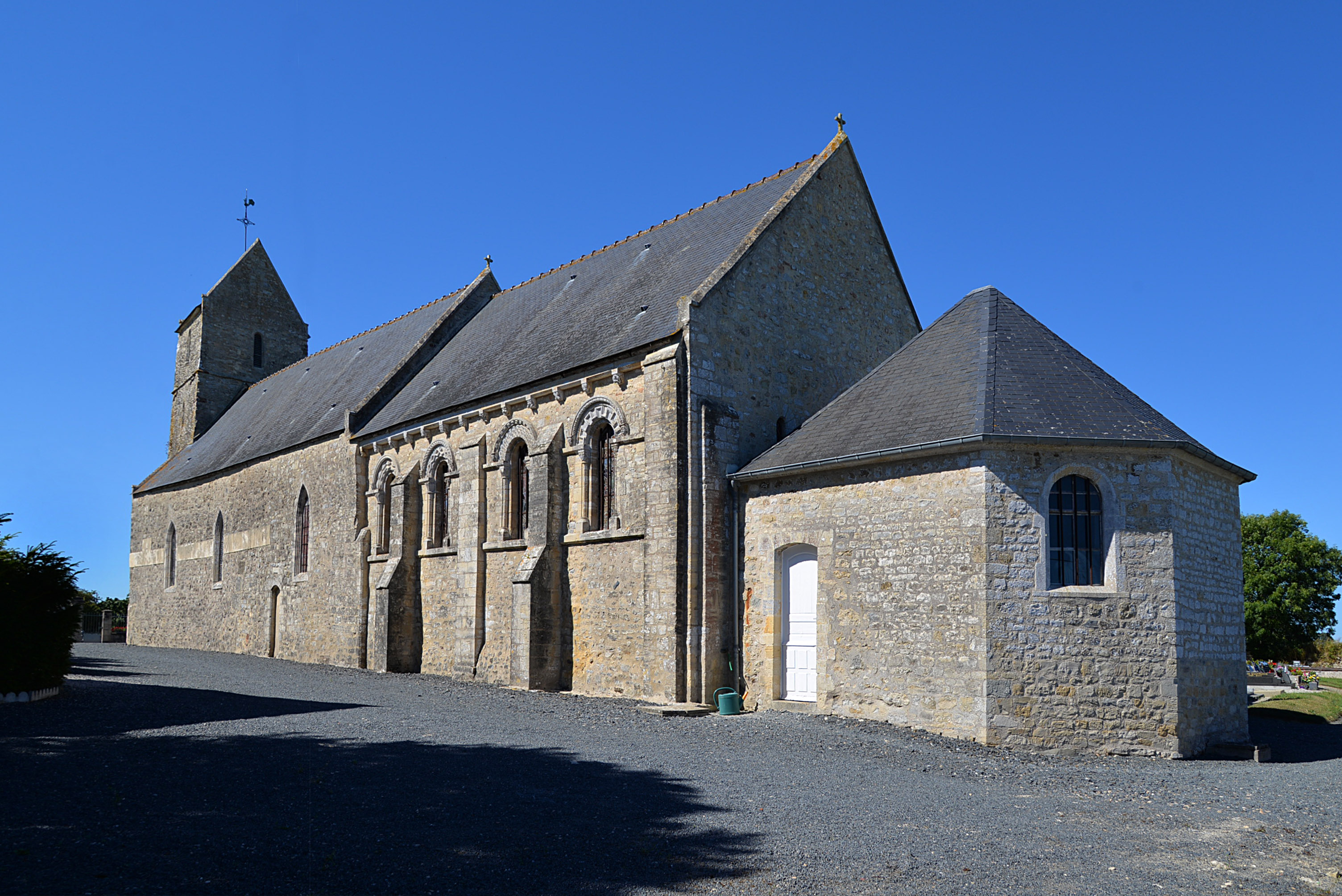
Kirche Notre-Dame